# Tine Gielis
Kristin (Tine) Gielis (Leuven, 16 augustus 1967) is een Belgische politica voor CD&V.

## Biografie
Ze is de dochter van voormalig schepen van Laakdal Jos Gielis.
Gielis studeerde secretariaat-talen aan de Katholieke Hogeschool Kempen en behaalde daar het getuigschrift Pedagogische Bekwaamheid. Van 1988 tot 2024 was zij verantwoordelijke communicatie bij een petrochemisch bedrijf. Zij was actief, als hoofdleidster betrokken bij de jeugdbeweging Chiro in Veerle-Laakdal.
Ze werd voor CD&V actief in de gemeentepolitiek in Laakdal bij de lokale verkiezingen van oktober 2006, waar ze begin 2007 als burgemeester werd aangesteld. Deze functie oefent ze nog steeds uit.
In 2012 werd ze door gemeenteraadsleden Patrik Vankrunkelsven, Richard Laermans, Freddy Jans (allen NIEUW-VLD), Fons Verdonck (N-VA) en Rik Peys (ex-CD&V) beschuldigd van een schending van het stemgeheim van de gemeenteraadsleden. Na een onderzoek van de zaak stelde toenmalig bevoegd minister Geert Bourgeois (N-VA) echter dat er geen aanwijzingen waren om een tuchtprocedure op te starten.
Bij de federale verkiezingen van 9 juni 2024 werd Tine Gielis vanop de derde plaats van de CD&V-lijst verkozen als parlementslid in de Kamer van Volksvertegenwoordigers. Gielis ging zetelen in de commissies Mobiliteit en Overheidsbedrijven en Energie, Leefmilieu en Klimaat en werd ondervoorzitter van de  subcommissie voor Nucleaire Veiligheid.